# Contea di LaMoure
La contea di La Moure in inglese La Moure County è una contea dello Stato del Dakota del Nord, negli Stati Uniti. La popolazione al censimento del 2000 era di 4 701 abitanti. Il capoluogo di contea è LaMoure.